# معضوضة نصيلية
معضوضة نصيلية (الاسم العلمي:Momordica rostrata) هي نوع من النباتات تتبع جنس المعضوضة من الفصيلة القرعية.